# 256 (liczba)
256 (dwieście pięćdziesiąt sześć) – liczba naturalna następująca po 255 i poprzedzająca 257.

## W matematyce
- 256 jest liczbą kwadratową[1]
- 256 = 28 = 35 + 32+ 31+ 30 i zgodnie z hipotezą Erdősa jest to najwyższa potęga o podstawie 2, która jest sumą różnych potęg o podstawie 3.
- 256 jest palindromem liczbowym, czyli może być czytana w obu kierunkach, w pozycyjnym systemie liczbowym o bazie 15 (121)
- 256 należy do siedmiu trójek pitagorejskich (192, 256, 320), (256, 480, 544), (256, 1008, 1040), (256, 2440, 2456), (256, 4092, 4100) (256, 8190, 8194), (256, 16383, 16385).

## W nauce
- galaktyka NGC 256
- planetoida (256) Walpurga
- kometa krótkookresowa 256P/LINEAR

## W kalendarzu
256. dniem w roku jest 13 września (w latach przestępnych jest to 12 września). Obchodzony jest wtedy Dzień Programisty. Zobacz też co wydarzyło się w roku 256, oraz w roku 256 p.n.e.